# تدهور مداري

التدهور المداري

التدهور المداري (بالإنجليزية: Orbital Decay)‏ هو التناقص المستمر والممتد على فترة طويلة في ارتفاع مدار القمر الصناعي.
ويحدث هذا نتيجة للمقاومة التي يسببها الغلاف الجوي نتيجة الاصطدامات المتكررة بين القمر الصناعي وجزيئات الهواء المحيطة به. هذه المقاومة التي يلقاها الجسم تكون أكبر في حالة النشاط الشمسي، لأنه يسبب سخونة الطبقات العليا من الغلاف الجوي وبالتالي تمددها. وبالنسبة للأجسام الأكبر يمكن أن تسبب تأثيرات المد والجزر تدهوراً مدارياً، وبالنسبة للأجسام الأكبر من ذلك يظهر حتى الموجات الثقالية

## نتيجة مقاومة الغلاف الجوي
أحد الأسباب الرئيسية للتدهور المداري للأقمار الصناعية في المدارات الأرضية المنخفضة هي المقاومة الناتجة عن الغلاف الجوي. خلال فترات فترات ذروة النشاط الشمسي يتسبب الغلاف الجوي للأرض في مقاومة ملحوظة تمتد لارتفاعات أعلى بمئات الكيلومترات عنها في فترة حضيض النشاط الشمسي. ويمكن وصف المقاومة الناتجة عن الغلاف الجوي خلال إعادة دخول القمر الصناعي واختراقه للغلاف الجوي في الخطوات التالية:
- ارتفاع أقل ← سرعة مدارية أعلى ← غلاف جوي أكثر كثافة ← مقاومة أكبر ← حرارة أكثر ← وغالباً ما يحترق القمر الصناعي أثناء إعادة دخوله للغلاف الجوي.

ولذا يعتبر للتدهور المداري نتيجة إيجابية؛ حيث أنه بزيادة التدهور المداري يقل الارتفاع أكثر, وكلما قل الارتفاع زاد التدهور المداري. ويعتبر للتدهور المداري حساسية خاصة للعوامل الخارجية في بيئة الفضاء مثل النشاط الشمسي والذي يصعب توقعها.
وتظهر لمقاومة الغلاف الجوي تأثير ملحوظ على ارتفاعات المحطات الفضائية، المكوك الفضائي، والمركبات الفضائية المأهولة الأخرى في المدارات الأرضية، والأقمار الصناعية في المدارات الأعلى نسبياً مثل التليسكوب الفضائي هابل. عادةً تتطلب المحطات الفضائية زيادة منتظمة في الارتفاع (بالإنجليزية: Altitude Boost)‏ لعكس تأثير التدهور المداري. التدهور المداري غير المحكوم هو من أسقط محطة الفضاء الأمريكية سكاي لاب بينما التدهور المداري المحكوم نسبياً استخدم لإسقاط محطة الفضاء الروسية مير. الدفعات المدارية (بالإنجليزية: Orbital Boosts)‏ لمحطة الفضاء الدولية يلزم تكرارها باستمرار، وتعد أحد العوامل المقيدة للوقت بين الفاصل بين الزيارات للمحطة الفضائية. كذلك تلزم الدفعات المدارية بانتظام لتليسكوب الفضاء هابل، رغم أنها تكون على فترات أكبر نظراً لارتفاع مداره مقارنة بالمحطة الفضائية الدولية. بالرغم من ذلك يعتبر التدهور المداري أيضاً أحد العوامل المقيدة للفترة التي يقضيها التليسكوب الفضائي بدون مهمات إصلاح وصيانة، حيث أجريت آخر مهمة صيانة ناجحة بواسطة المكوك الفضائي أتلانتيس الذي أطلق يوم 11 مايو 2009.

## نتيجة تأثيرات المد والجزر
ويمكن للمدار أن يتدهور أيضاً نتيجة لتأثيرات المد والجزر وذلك عندما يكون الجسم في المدار كبير بما يكفي ليظهر تغيرات واضحة للمد والجزر على الجسم الذي يدور حوله وهو في مدار متراجع أو يكون في مدار أقل من المدار المتزامن. ونتيجة تأثير المد والجزر المتبادل ينتقل جزء من عزم دوران الجسم الذي في المدار إلى حركة دوران الجسم الأساسي حول نفسه، وبالتالي ينخفض ارتفاع المدار حتى تظهر تأثيرات الاحتكاك مثل مقاومة الغلاف الجوي.
من أمثلة للأقمار التي تعاني من التدهور المداري نتيجة لتأثيرات المد والجزر قمر المريخ فوبوس، وقمر نبتون تريتون، والكوكب المسمى "TrES-3" والذي يقع خارج المجموعة الشمسية.

## نتيجة الإشعاع الجذبي
عندما تدور كتلتان حول بعضهما البعض، فإن التأثير المشترك لانحناء الزمكان الخاص بالأجسام المتحركة ينتج موجات جذبية تهدر الطاقة المدارية. للأجسام ذات الكتل الصغيرة يهمل هذا التأثير، ولكن للأجسام الصخمة جداً مثل الثقوب السوداء والنجوم النيوترونية فإن الطاقة المهدرة تكون كبيرة كفاية لتسبب حدوث تأثير لولبي في المدارات وفي النهاية يحدث اندماج للكتلتين معاً.